# ウィリアム・マクギリヴレイ

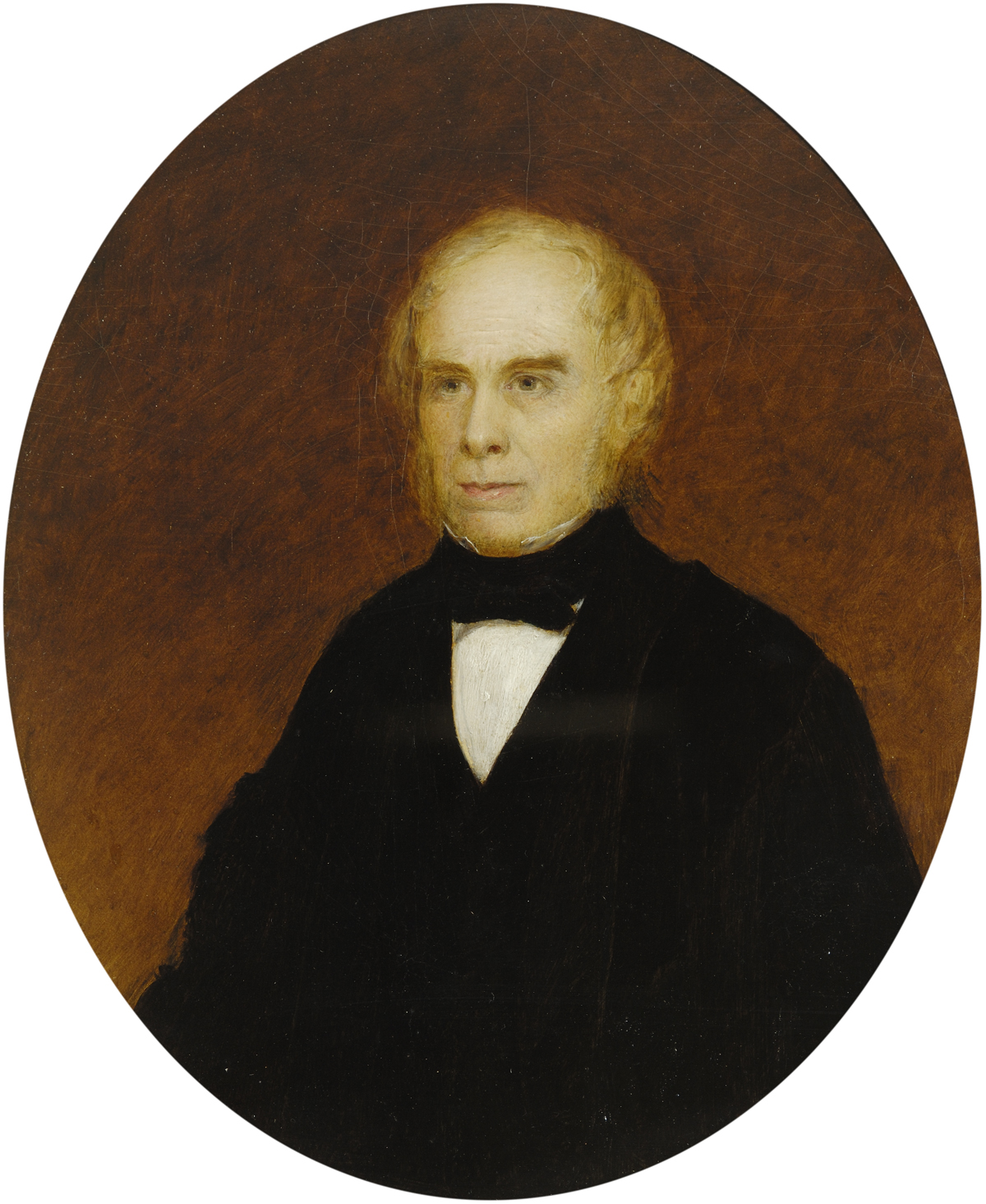
ウィリアム・マクギリヴレイ

ウィリアム・マクギリヴレイ（William MacGillivray FRSE MWS 、1796年1月25日 – 1852年9月4日）は、スコットランドの博物学者、鳥類学者である。

## 人物
オールド・アバディーンに生まれた。ハリス島で育った後、アバディーンに戻りキングス・カレッジに入学し、1815年に卒業した。医学を学んだが医学の学位を得ることはなかった。1823年にエディンバラ大学の博物学教授、ロバート・ジェイムソンの助手となった。1831年からエディンバラ王立医学校（Royal College of Surgeons of Edinburgh）の博物館の学芸員を務めた。1841年からアバディーンのマリスカル大学の博物学の教授を務めた。
アメリカ合衆国の鳥類学者、ジョン・ジェームズ・オーデュボンの友人となり、共著で『アメリカの鳥類』の関連書『鳥類の生態』（Ornithological Biography, 1831年 - 1839年）を出版した。オーデュボンはアメリカムシクイ科の種にマクギリヴレイに因んでMacGillivray's warbler（学名、Geothlypis tolmiei、和名ニシノドグロアメリカムシクイ）と名をつけた。
マクギリヴレイはCorvus cornix（和名:ズキンガラス、英名:hooded crow）とハシボソガラス（Corvus corone）の差異を認識していたが、ズキンガラスは長くハシボソガラスの亜種として扱われてきた。2002年にDNAによる研究から種として扱われるようになった.。
息子のジョン・マクギリヴレイは世界周航したラトルスネーク号（HMS Rattlesnake）に博物学者として乗り込み報告書を書いた人物であり、別の息子ポールは植物学者になり、アバディーンの植物についての著作を残した。

## 著書の図版
Edinburgh journal of natural history and of the physical sciencesに掲載された著作の図版

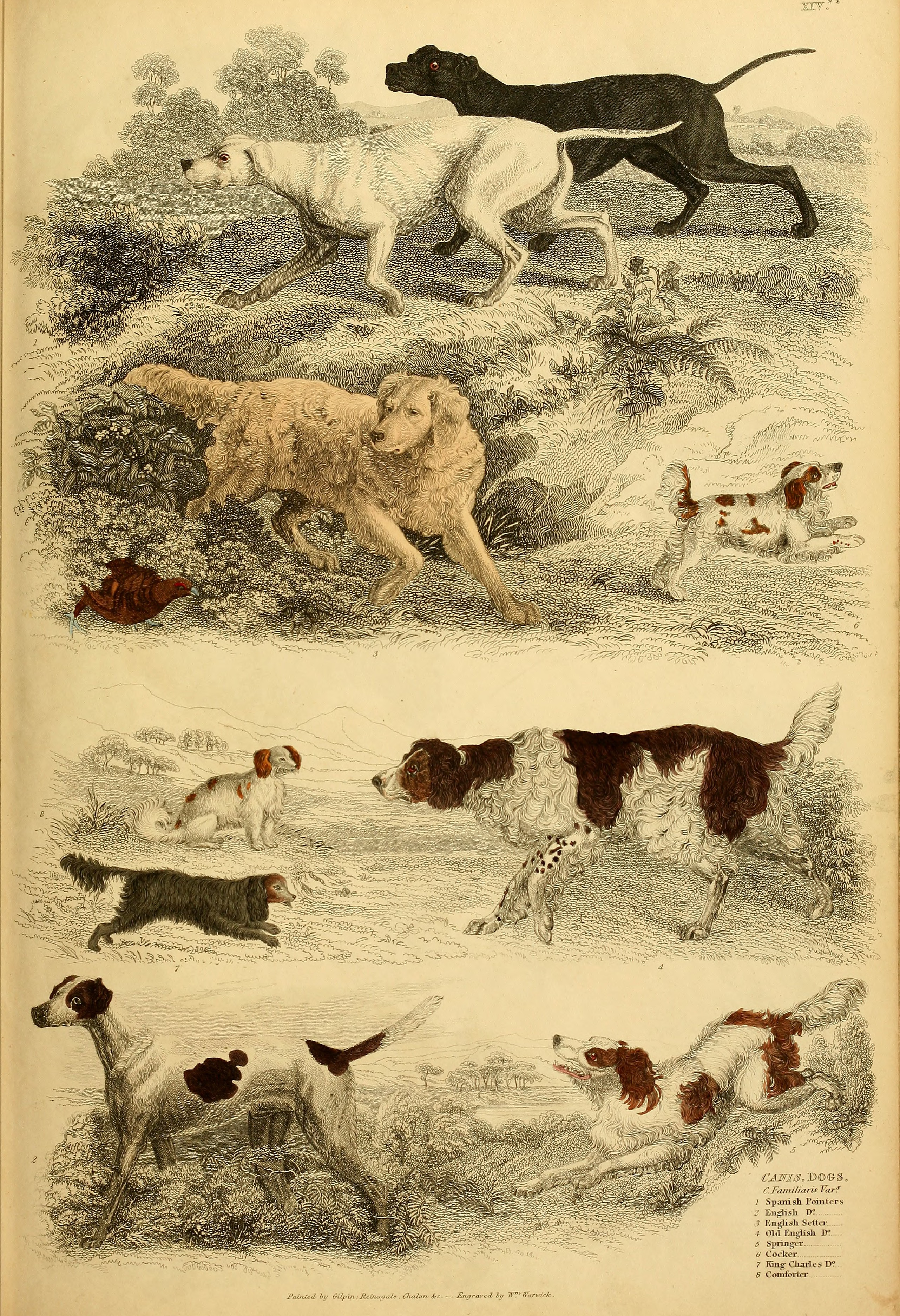
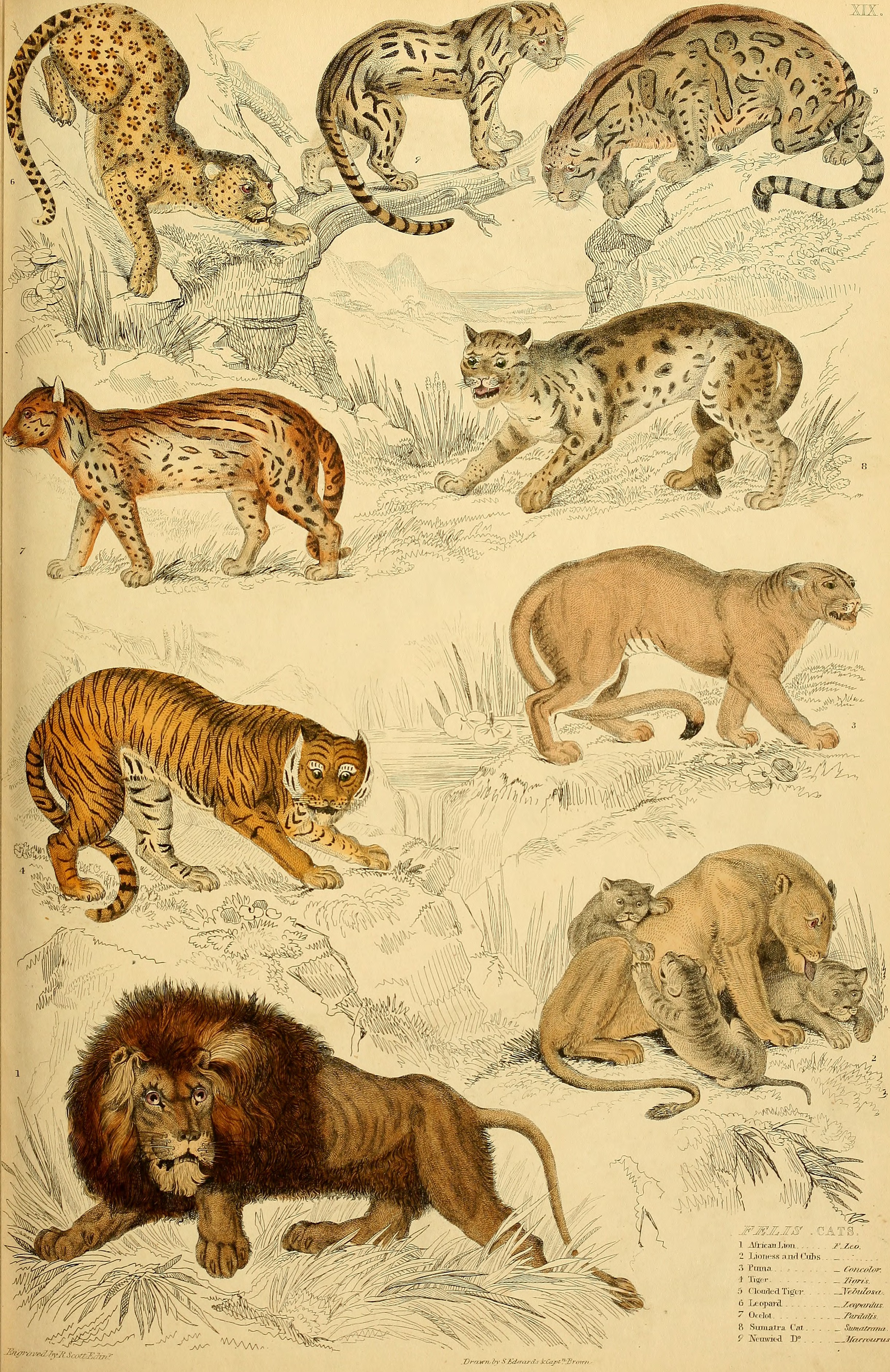
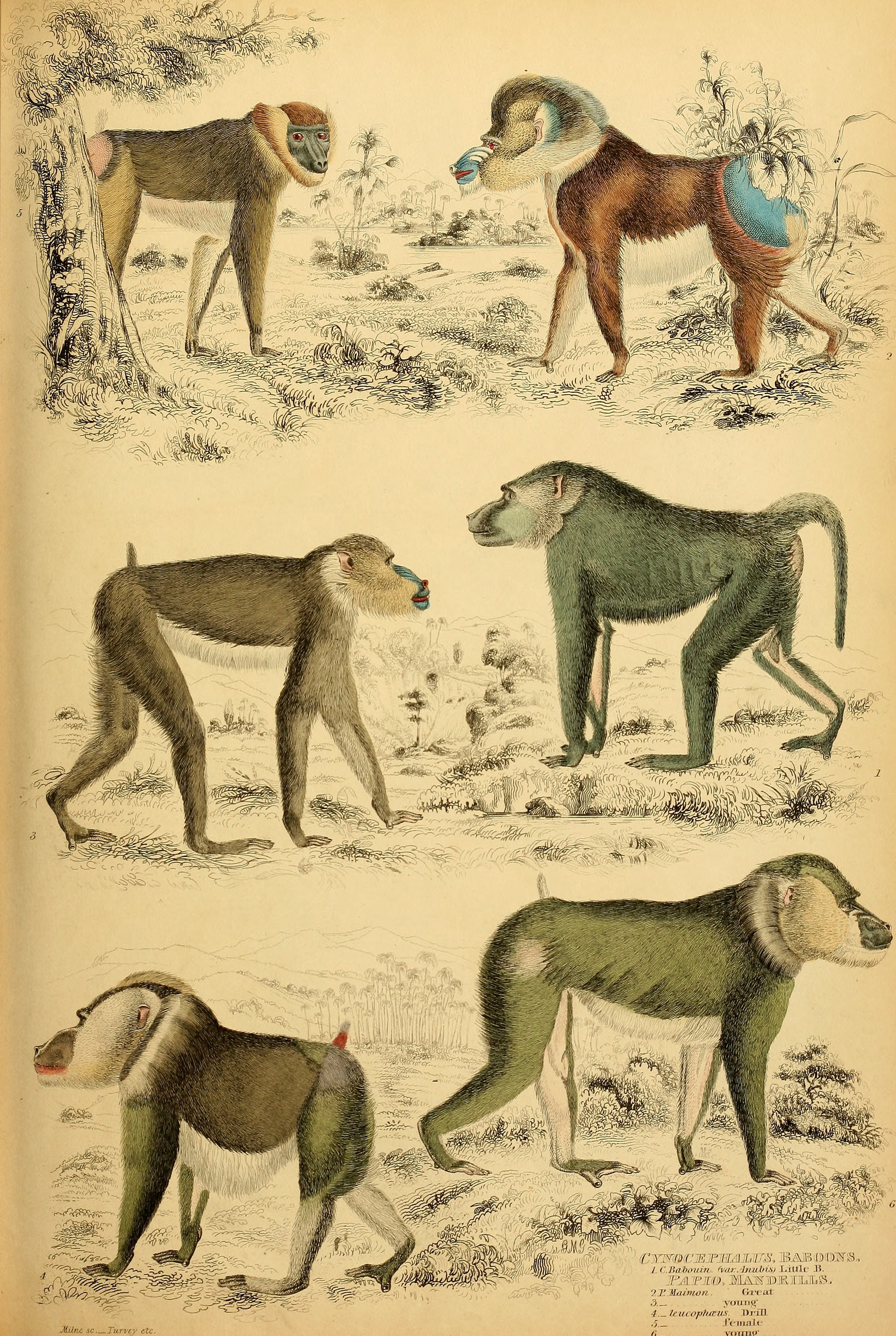
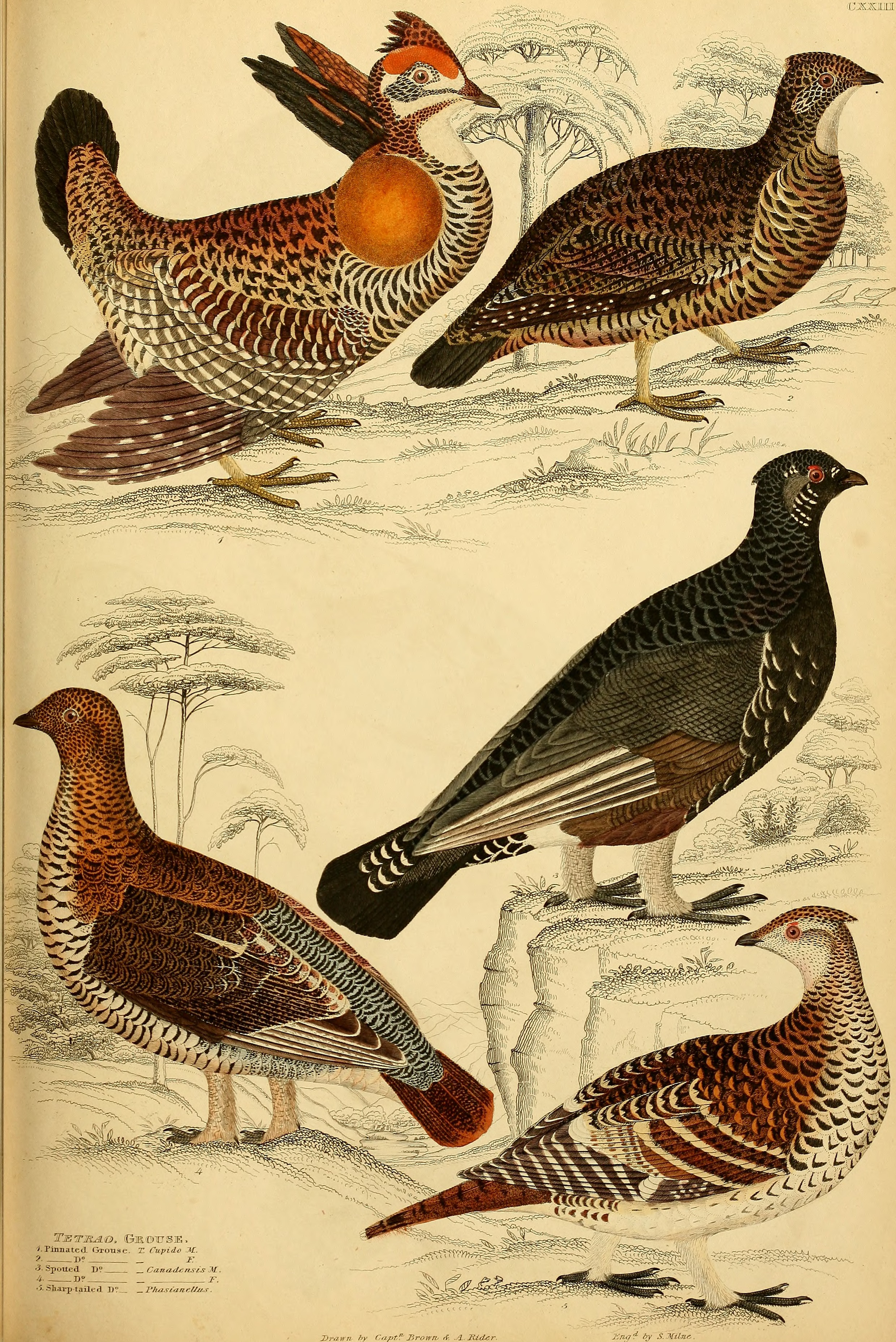

## 著作
- Lives of Eminent Zoologists from Aristotle to Linnaeus (1830)
- A Systematic Arrangement of British Plants (1830)
- The Travels and Researches of Alexander von Humboldt. (1832)
- A History of British Quadrupeds (1838)
- A Manual of Botany, Comprising Vegetable Anatomy and Physiology (1840)
- A History of the Molluscous Animals of Aberdeen, Banff and Kincardine (1843)
- A Manual of British Ornithology (1840–1842)
- A History of British Birds, indigenous and migratory, in five volumes (1837-1852)
- Natural History of Deeside and Braemar (1855), 没後に出版

ヘンリー・ウィザム（Henry Witham）の 1833年の著作 The Internal Structure of Fossil Vegetables found in the Carboniferous and Oolitic deposits of Great Britainの図版を描き、The Conchologist's Text-Bookの改訂も行った。